# Striełka (Rosja)
Striełka – osiedle typu miejskiego w Rosji, w Kraju Krasnojarskim. W 2010 roku liczyło 5040 mieszkańców.